# 南京路 (嘉義市)
南京路（Nanjing Rd.）為臺灣嘉義市南北向的重要道路之一。南至民生南路，接南京東街；北至上海路。

## 沿經行政區域
- 西區

## 車道配置
- 全線：雙向各二車道

## 沿線設施
（由南至北）
大眾運輸
- 嘉義市公車忠孝新民幹線（紅線）
  - 西區區公所站

其他設施
- 嘉義市政府消防局第一大隊湖內分隊（59號）
- 興嘉公園 （页面存档备份，存于）